# 匡智屯門晨曦學校
匡智屯門晨曦學校（英語：Hong Chi Morninglight School, Tuen Mun）是香港的一所特殊學校，位於新界屯門育青里2號。

## 歷史
1991年，本校創立於1991年，乃匡智會屬下一所由教育局資助的全日制特殊學校，可提供100個學額予6至18歲之中度智障學生。本校現時設有小學部及中學部共8班（小學4班、中學4班），每班收生限額為10人。

## 設施
校舍座落於屯門育青里，依山而建，校園清幽，遍植花草樹木，空氣清新。
1995年獲環保署批准在全校課室安裝冷氣機，全無噪音影響學生上課，為學生提供理想的學習環境。
學校除了課室外，還設有視覺藝術室、音樂室、家政室、設計與科技室、電腦輔助教學室、自閉症資源輔導室、言語治療輔導室、小組輔導室、職前訓練暨餐飲室、 圖書館、園圃、感覺統合訓練室等，目的在提供多類型的訓練和學習場地；此外，學校更有醫療室、社工室及家長園地等設施。校舍附設升降機，方便行動不便之學生及人士。各室均設有空調系統，使學生在舒適的環境下學習。
學校設有園圃，具自動灑水設備，以訓練學生的園藝技巧讓學生接受種植及園圃管理的工作訓練，同時亦為學生戶外學習的好地方。
由電腦室改建成一間以家居環境作為情境學習的課室，為新高中能力稍遜學生，提供適切的學習場所，以學習生活所需。
操場外更設有由台山同鄉會慈善基金組合屋改建的玩具圖書館，讓小學學生能藉著玩玩具，以增加學生的肌能及社交活動。
本校有兩部校車，各為24座及29座，為全校學生提供校巴服務，接送學生上學及往返活動地點。

## 教師謝銘基偕學生藏武被捕事件
2019年12月9日「大三罷」堵路行動期間， 警方凌晨在上水天平邨停車場聽到有人聲言：「聽日可以拮爆車胎。」遂拘捕12人，其中4名被告依次為何國基（39歲，地盤工人）、陳家維（17歲，學生）、林曉偌（18歲，學生）和謝銘基（31歲，匡智屯門晨曦學校教師）被控管有適合作非法用途的工具並意圖作非法用途使用罪，謝銘基教師被指控管有適合作非法用途的工具，即一個黑色背包內有兩柄剪刀、兩柄剪鉗及一柄板手。
警察公共關係科總警司郭嘉銓說，對於有師生涉嫌一起參與違法活動，警方感到非常震驚及擔憂，呼籲教育從業員「千萬不要鼓吹、縱容或引導年輕學生、小朋友，參與任何違法、破壞或暴力行為」，希望家長留意子女的活動。
謝銘基教師已被即時停職。教育局表示：「停職決定只是當個別教師涉及嚴重刑事案件或嚴重失徳行為時，校方為保障校內學生安全及履行其作為僱主而作出的適切安排。」，香港行政長官林鄭月娥公開要求教育局嚴肅跟進被捕或違規教師。

## 外部連結
- 匡智屯門晨曦學校官方網站（页面存档备份，存于）
- 家庭與學校合作事宜委員會相關網站 - 匡智屯門晨曦學校（页面存档备份，存于）